# Gruppo consiliare
Un gruppo consiliare è un organo che raccoglie le istanze e le rappresentanze politiche all'interno di un consiglio comunale, di un consiglio provinciale e di un consiglio regionale.